# Mélovin
Kostyantyn Mykolayovych Bocharov (ukrajinsko Костянти́н Микола́йович Бочаро́в), znan pod psevdonimom Mélovin (Меловін), ukrajinski pevec in tekstopisec *11. april 1997, Odesa, Ukrajina
V Ukrajini je zaslovel po zmagi v šesti sezoni X-Factor Ukraine. Leta 2018 je Ukrajino predstavljal na tekmovanju za Pesem Evrovizije 2018 v Lizboni na Portugalskem s pesmijo »Under the Ladder« je končal na sedemnajstem mestu, s 130 točkami (119 točk telefonskega glasovanja).

## Zgodnje življenje
Mélovin se je rodil v Odesi 11. aprila 1997 staršem Mykola Bocharov in Valentyna Bocharova. Glasba se je začela zanimati že v mladosti, saj je v otroštvu obiskoval glasbeno šolo in se učiti igrati klavir, vendar je prenehal z igranjem predčasno. Kasneje se pa je vpisal v gledališko šolo, ki jo je pa končal.

## Kariera

### 2015–2016:X-Factor Ukraine
Mélovin je uspešno opravil avdicijo in po treh neuspešnih poskusih prišel v oddajo X-Factor Ukraine. Skozi celotno tekmovanje je veljal za favorita in na koncu je tudi bil razglašen za zmagovalca. Po zaključku oddaje se je skupaj z ostalimi finalisti odpravil na turnejo po Ukrajini.  Leta 2016 je izdal svoj glasbeni prvenec »Ne odinokaya«. 

### 2017
17. januarja 2017 je prišla v javnost novica, da je Mélovin s pesmijo »Wonder« eden izmed 23 tekmovalcev v Vidbirju, ukrajinskem nacionalnem izboru za Pesem Evrovizije 2017. Mélovin je 18. februarja 2017 nastopil v tretjem polfinalu, kjer se je uvrstil na drugo mesto in si priboril eno izmed dveh vstopnic za finale.   V polfinalu je prejel največ telefonskih glasov ukrajinske javnosti toda po žiriji je bil le četrti.  Žirijo so sestavljali Konstantin Meladze, Džamala in Andrij Danilko javnosti bolj znan kot Verka Serdučka. Finale je potekal 25. februarja 2017. Mélovin je končal na skupnem tretjem mestu. Zopet je prejel največ telefonskih glasov, vendar je bil po mnenju žirije predzadnji. 

### 2018: Evrovizija
Za naslednje leto je Mélovin napovedal vrnitev na Vidbir. 16. januarja 2018 je prišla v javnost novica, da je Mélovin s pesmijo »Under the Ladder« eden izmed 18 tekmovalcev na Vidbirju, ukrajinskem nacionalnem izboru za Pesem Evrovizije 2018.  Nastopil je v drugem polfinalu 17. februarja 2018, kjer se je uvrstil na prvo mesto z največjim številom telefonskih glasov ukrajinske javnosti ter drugim najvišjim številom glasov žirije. Žirijo so sestavljali Džamala, Andrij Danilko  in Eugene Filatov.   
V finalu, ki je potekal 24. februarja je zmagal in postal predstavnik Ukrajine na Evroviziji 2018 v Lizboni na Portugalskem. Mélovin je nastopil v drugem polfinalu Evrovizije iz katerega se je uvrstil v finale. V finalu je prejel najmanj točk vsemi tekmovalci od strokovnih žirij le 11 točk po telefonskem glasovanju je prejel 119 točk skupaj je zbral 130 točk in se uvrstil na 17. mesto.

## Diskografija

### Studijski albumi
| Naslov       | Podrobnosti                                                                             |
| ------------ | --------------------------------------------------------------------------------------- |
| Face to Face | - Objavljeno: 10. novembra 2017 - Glasbena založba: UMPG - Format: digitalni prenos, CD |

| Naslov  | Podrobnosti                                                                        |
| ------- | ---------------------------------------------------------------------------------- |
| Octopus | - Objavljeno: 25. oktober 2019 - Glasbena založba: UMPG - Format: digitalni prenos |

### Pesmi
| Naslov                                                | Leto | Najvišji položaj na lestvicah | Najvišji položaj na lestvicah | Album        |
| Naslov                                                | Leto | UKR                           | ŠVE                           | Album        |
| ----------------------------------------------------- | ---- | ----------------------------- | ----------------------------- | ------------ |
| Ne odinokaya (Не одинокая)                            | 2016 | -                             | -                             | Brez albuma  |
| Na vzlyot (На взлёт)                                  | 2016 | -                             | -                             | Brez albuma  |
| Wonder                                                | 2016 | -                             | -                             | Face to Face |
| Unbroken                                              | 2017 | -                             | -                             | Face to Face |
| Hooligan                                              | 2017 | -                             | -                             | Face to Face |
| Play This Life                                        | 2017 | -                             | -                             | Face to Face |
| Face to Face                                          | 2017 | -                             | -                             | Face to Face |
| Svit v poloni (Світ в полоні)                         | 2017 | -                             | -                             | Face to Face |
| Under the Ladder                                      | 2018 | 54.                           | 9.                            | Octopus      |
| That's Your Role                                      | 2018 | -                             | -                             | Octopus      |
| Z toboyu, zi mnoyu, i hodi (З тобою, зі мною, і годі) | 2018 | -                             | -                             | Octopus      |
| Chudova Mytʹ (Чудова Мить)                            | 2018 | -                             | -                             | Brez albuma  |
| Ty (Ти)                                               | 2019 | 4.                            | -                             | Octopus      |
| Oh, No!                                               | 2019 | -                             | -                             | Octopus      |
| Expectations                                          | 2019 | -                             | -                             | Octopus      |
| Your Entertainment                                    | 2019 | -                             | -                             | Octopus      |
| Want You to Stay                                      | 2019 | -                             | -                             | Octopus      |
| Vitryla (Вітрила)                                     | 2019 | 10.                           | -                             | Brez albuma  |
| Dancing whit the Devil                                | 2020 | -                             | -                             | Brez albuma  |
| i krov kypyt '(І кров кипить)                         | 2021 | 23.                           | -                             | Brez albuma  |